# George Luther Stearns
George Luther Stearns es un antiesclavista estadounidense nacido el 8 de enero de 1809 en Medford (Massachusetts) y muerto el 9 de abril de 1867 en Nueva York. Es conocido sobre todo por haber sido uno de los miembros del llamado Comité Secreto de los Seis, célula política que financió la toma de Harper's Ferry, acción emprendida por John Brown para la abolición de la Esclavitud en los Estados Unidos.
Stearns fundó los periódicos Nation, Commonwealth y Right Way para la difusión de sus ideas.
Tras la Proclamación de Emancipación del presidente Abraham Lincoln en enero de 1863, Stearns trabajó incansablemente por los derechos civiles de los afroamericanos. Entre sus muchos admiradores y amigos estaban Louisa May Alcott, Henry David Thoreau, Charles Sumner, Frederick Douglass y el presidente Andrew Johnson. También ayudó a fundar la Oficina de Libertos, una organización federal diseñada para apoyar a los afroamericanos emancipados (libertos) en el Sur de Estados Unidos tras el final de la guerra.